# 路克·布萊恩
湯瑪斯·路德·“路克”·布萊恩（英語：Thomas Luther "Luke" Bryan，1976年7月17日—）是一位美國鄉村歌手。布萊恩在2000年代中期為特拉維斯·特里特和比利·克林頓寫歌，展開了他的音樂生涯。在與他的表弟查德·克里斯托弗·博伊德（Chad Christopher Boyd）於2007年在納許維爾為Capitol唱片演唱後，他發行了個人的首張專輯《I'll Stay Me》，同時收錄了三支單曲〈All My Friends Say〉、〈We Rode in Trucks〉和〈Country Man〉。 布萊恩的下一張專輯《Doin' My Thing》收錄了他與懷舊女郎的查爾斯·凱利、戴夫·海伍德共同寫成的〈Do I〉，還有冠軍單曲〈Rain Is a Good Thing〉和〈Someone Else Calling You Baby〉。接著他在2011年發行了《Tailgates & Tanlines》，裏頭收錄了〈Country Girl (Shake It for Me)〉還有三首冠軍單曲〈I Don't Want This Night to End〉、〈Drunk on You〉、〈Kiss Tomorrow Goodbye〉。布萊恩的第四張專輯《Crash My Party》在2013年8月發行，包含了兩支冠軍單曲〈Crash My Party〉、〈That's My Kind of Night〉。除了〈Drunk on You〉、〈Crash My Party〉和〈That's My Kind of Night〉之外，布萊恩都參與了歌曲的寫作，且參與了他的四張專輯和與傑夫·史蒂文斯的一張合輯的製作。布萊恩是在2013年和2015年都獲選為鄉村音樂學院獎的年度最佳娛樂人物。他是世界上专辑最畅销的音乐艺术家之一，售出量超过7500万张。

## 音樂生涯

### 2007－2008年：《I'll Stay Me》
布萊恩在抵達納許維爾不久後加入了一間位於城市的出版社。他為特拉維斯·特里特2004年的專輯《My Honky Tonk History》創作主打歌。在這之後便與Capitol唱片簽署唱片合約。在此期間，布萊恩為比利·柯林頓創作單曲〈Good Directions〉，這首歌於2007年年中在美國《告示牌》的熱門鄉村歌曲榜衝上第一名。布萊恩與製作人傑夫·史蒂文斯合作，寫出他的首張單曲〈All My Friends Say〉。這首歌在熱門鄉村歌曲榜上爬到第5名。接著Capitol唱片便在2007年8月發行了布萊恩的首張專輯《I'll Stay Me》。布萊恩親自寫了專輯11首歌中的10首。而這張專輯中的第二支單曲〈We Rode in Trucks〉名列第33名，之後的〈Country Man〉站上第10名。

### 2009－2010年：《Doing My Thing》
布萊恩在2009年3月10日發行首張迷你專輯《Spring Break With All My Friends》，收錄了兩首新歌〈Sorority Girls〉和〈Take My Drunk Ass Home〉，以及〈All My Friends Say〉的不插電版。這張迷你專輯後，他發行了他的第四支單曲〈Do I〉。這首歌是布萊恩與懷舊女郎的兩位成員查爾斯·凱利、戴夫·海伍德一同寫成的，之後主唱希拉里·斯科特也參與了和聲。這首歌在鄉村音樂榜上曾達到第二名。
之後〈Do I〉被收錄在布萊恩的第二張專輯《Doin' My Thing》中，並於2009年10月發行。這張專輯同時也收錄了共和世代的〈Apologize〉的翻唱版本。布萊恩分別與 Bryan wrote the album's next two singles, "", with 達拉斯·戴維森和傑夫·史蒂文斯一同寫這張專輯的下兩支單曲〈Rain Is a Good Thing〉和〈Someone Else Calling You Baby〉。而這兩首歌皆曾在鄉村音樂榜上名列第1位。Allmusic也給予這張專輯正面評價，資深編輯史蒂芬·湯瑪士·厄爾瓦恩認為布萊恩比他出道時更加「放鬆」。2010年3月2日，布萊恩於iTunes發行了第二張迷你專輯《Spring Break 2...Hangover Edition》，收錄了三首新歌：〈Wild Weekend〉、〈Cold Beer Drinker〉和〈I'm Hungover〉。
布萊恩與夥伴鄉村歌星艾蜜莉·韋斯特一同參加在2010年4月18日播出的《誰是接班人名人版》。每個小隊的任務是改造一位具有前途的鄉村歌星，比爾·戈德堡帶領的Rocksolid隊選擇了布萊恩，而辛蒂·羅波的Tenacity隊則選了韋斯特。最終布萊恩的改造未能打動評審，使得RockSolid隊任務失敗。之後布萊恩的新單曲〈Rain Is a Good Thing〉和韋斯特的單曲〈Blue Sky〉在iTunes上發售一個月，而銷售額將全數捐獻給羅波的慈善機構True Colors Fund。

### 2011－2012年：《Tailgates & Tanlines》
2011年2月25日，布萊恩發行了他的第三張迷你專輯《Spring Break 3...It's a Shore Thing》，收錄了四首新歌〈In Love With the Girl〉、〈If You Ain't Here to Party〉、〈Shore Thing〉和〈Love In a College Town〉。接著布萊恩的第七支單曲Country Girl (Shake It for Me)也在2011年3月14日發行。這首歌也是由布萊恩和戴維森共同作詞作曲，這也收錄在他的第三張錄音室專輯《Tailgates & Tanlines》中，發行於2011年8月9日。這張專輯在熱門鄉村專輯榜上奪得第一，並在告示牌二百強專輯榜登上第二名。〈Country Girl〉也在鄉村歌曲榜上奪得第4，且在告示牌熱門100單曲榜站上第22名。這張專輯的接下來的幾支單曲——〈I Don't Want This Night to End〉、〈Drunk On You〉和〈Kiss Tomorrow Goodbye〉——皆在鄉村音樂榜上奪得第一名。布萊恩與埃里克·徹奇為傑森·奧爾迪恩的單曲〈The Only Way I Know〉獻聲，這支單曲也收錄在奧爾迪恩2012年的專輯《Night Train》中。
布萊恩在2012年3月6日發行他的第四張迷你專輯《Spring Break 4 ... Suntan City》。並且與達拉斯·戴維森、瑞德·埃金斯和班·黑斯利普一同為主打歌作曲填詞，這張迷你專輯還包括〈Spring Break-Up〉、〈Little Bit Later On〉和〈Shake the Sand〉。布萊恩在2013年1月30日宣布他的首張合輯《Spring Break…Here to Party》將收錄14首歌曲——其中12首來自他先前的《Spring Break》系列迷你專輯，以及另外兩首全新歌曲。這張專輯在2013年3月5日發行。這張專輯空降告示牌熱門鄉村專輯榜和二百強專輯榜冠軍，成為他音樂生涯中第一張在所有音樂類型專輯排行榜奪冠的專輯。其中一首新歌〈Buzzkill〉也在熱門鄉村音樂榜中達到前20名。

### 2013年至今：《Crash My Party》
布萊恩於2013年8月13日發行第四張錄音室專輯《Crash My Party》。這張專輯的第一支單曲〈Crash My Party〉首播於2013年鄉村音樂學院獎，並在2013年4月7日發行。並在2013年7月的鄉村歌曲廣播榜中奪得冠軍。這張專輯中的第二支單曲〈That's My Kind of Night〉在2013年8月5日發布於鄉村電台。這首歌於2013年8月的熱門鄉村歌曲榜奪得冠軍，並在2013年10月的鄉村歌曲廣播榜達到第2名。第三支單曲〈Drink a Beer〉於2013年10月24日發布於鄉村電台。這首歌於2014年1月的熱門鄉村歌曲榜奪冠，並在2014年2月的鄉村歌曲廣播榜也站上第一名。在他2014年於俄亥俄州哥倫布的That's My Kind of Party Tour巡迴演唱會開場表演中，布萊恩向群眾宣布〈Play It Again〉將會是這張專輯的第四支單曲。〈Play It Again〉在2014年5月的熱門鄉村歌曲榜和鄉村歌曲廣播榜皆奪得冠軍。布萊恩也為佛喬航線2014年的單曲〈This Is How We Roll〉獻唱。
布萊恩在2014年3月11日展開第六年於巴拿馬市海灘大三角帆海灘俱樂部的春假表演。同時他也發行了他的第六張Spring Break迷你專輯——《Spring Break 6...Like We Ain't Ever》。

## 個人生活
路克的直系親屬包括父親湯米（Tommy，花生農夫）、母親勒克萊爾（LeClaire）、哥哥克里斯（Chris，已故）和姊姊凱莉·切絲特（Kelly Cheshire，已故）。在路克19歲將要搬去納許維爾不久前，悲劇降臨至他的家庭。「我的哥哥克里斯……在車禍中意外喪命……我以過度換氣的方式來談論……你永遠無法走出這件事。」之後路克將他去納許維爾追尋音樂夢想的事暫時擱在一邊，直到他的父親叫他打包行李後，路克才前往納許維爾去追尋他的夢想。之後他順利地成為一位詞曲作家，不久後被簽下成為一位表演；發行了他的第一支單曲〈All My Friends Say〉。
當路克受邀至知名的奧雷大劇院演出時，他的姊姊凱莉安排了129人，幾乎是他們整個家鄉的人口，來參加他於奧雷的初演。但，他的姊姊在他表演後數天在家身亡。布萊恩表示死因仍未確定。「我唯一的哥哥姊姊……以兩種我們無法得知，也無從理解的……不同的、瘋狂的、悲劇的方式在一瞬間便離開了世上。」
布萊恩與他的大學戀人卡羅琳·博耶（Caroline Boyer）在2006年12月8日結為連理。他們於喬治亞南方大學認識，並表示他們是一見鍾情。他們育有兩子。

## 音樂作品
專輯
- 2007年：《I'll Stay Me（英语：I'll Stay Me）》
- 2009年：《Doin' My Thing（英语：Doin' My Thing）》
- 2011年：《Tailgates & Tanlines（英语：Tailgates & Tanlines）》
- 2013年：《Crash My Party（英语：Crash My Party）》

## 獲獎與提名
| 年份   | 獎項           | 類別                                                                             | 結果 |
| ------ | -------------- | -------------------------------------------------------------------------------- | ---- |
| 2010年 | 鄉村音樂學院獎 | 年度最佳新歌手                                                                   | 獲獎 |
| 2010年 | 鄉村音樂學院獎 | 年度最佳新人                                                                     | 獲獎 |
| 2010年 | CMT音樂獎      | 周末美國年度最具突破音樂錄影帶－〈Do I〉                                         | 獲獎 |
| 2010年 | 鄉村音樂協會獎 | 年度新人                                                                         | 提名 |
| 2011年 | CMT音樂獎      | 年度最佳網路音樂錄影帶－〈It's a Shore Thing〉                                   | 提名 |
| 2011年 | CMT音樂獎      | 美國全國保險公司On Your Side獎                                                   | 提名 |
| 2011年 | 青少年票選獎   | 音樂票選：最佳鄉村歌曲－〈Country Girl (Shake It for Me)〉                       | 提名 |
| 2011年 | 青少年票選獎   | 音樂票選：最佳鄉村男藝人                                                         | 提名 |
| 2011年 | 美國鄉村音樂獎 | 年度最佳男藝人                                                                   | 提名 |
| 2011年 | 美國鄉村音樂獎 | 年度最佳男藝人單曲－〈Someone Else Calling You Baby〉(ft. Nick Moorehead)        | 提名 |
| 2012年 | CMT音樂獎      | 年度最佳男歌手音樂錄影帶－〈I Don't Want This Night To End〉                     | 獲獎 |
| 2012年 | 青少年票選獎   | 音樂票選：最佳鄉村男藝人                                                         | 提名 |
| 2012年 | 鄉村音樂協會獎 | 年度男歌手                                                                       | 提名 |
| 2012年 | 鄉村音樂協會獎 | 年度專輯－《Tailgates & Tanlines》                                               | 提名 |
| 2012年 | 全美音樂獎     | 最受歡迎鄉村男歌手                                                               | 獲獎 |
| 2012年 | 全美音樂獎     | 最受歡迎鄉村專輯                                                                 | 提名 |
| 2012年 | 美國鄉村音樂獎 | 年度最佳藝人                                                                     | 獲獎 |
| 2012年 | 美國鄉村音樂獎 | 年度最佳男藝人                                                                   | 獲獎 |
| 2012年 | 美國鄉村音樂獎 | 年度最佳單曲：〈I Don't Want This Night to End〉                                 | 獲獎 |
| 2012年 | 美國鄉村音樂獎 | 年度最佳男藝人單曲：〈I Don't Want This Night to End〉                           | 獲獎 |
| 2012年 | 美國鄉村音樂獎 | 年度最佳音樂錄影帶：〈I Don't Want This Night to End〉                           | 獲獎 |
| 2012年 | 美國鄉村音樂獎 | 年度最佳男藝人音樂錄影帶：〈I Don't Want This Night to End〉                     | 獲獎 |
| 2012年 | 美國鄉村音樂獎 | 年度最佳專輯：《Tailgates & Tanlines》                                           | 獲獎 |
| 2012年 | 美國鄉村音樂獎 | 最佳電台播放歌曲：〈I Don't Want This Night to End〉                             | 獲獎 |
| 2012年 | 美國鄉村音樂獎 | 最佳電台播放男藝人歌曲：〈I Don't Want This Night to End〉                       | 獲獎 |
| 2013年 | 鄉村音樂學院獎 | 年度最佳娛樂人物                                                                 | 獲獎 |
| 2013年 | 鄉村音樂學院獎 | 年度最佳男歌手                                                                   | 提名 |
| 2013年 | 鄉村音樂學院獎 | 年度最佳專輯－《Tailgates & Tanlines》                                           | 提名 |
| 2013年 | 鄉村音樂學院獎 | 年度最佳音樂事件－〈The Only Way I Know〉(with Jason Aldean & Eric Church)       | 獲獎 |
| 2013年 | 告示牌音樂獎   | 最佳鄉村榜歌手                                                                   | 提名 |
| 2013年 | 告示牌音樂獎   | 最佳鄉村專輯－《Tailgates & Tanlines》                                           | 提名 |
| 2013年 | 告示牌音樂獎   | 最佳鄉村歌曲－〈Drunk on You〉                                                   | 提名 |
| 2013年 | CMT音樂獎      | 年度最佳音樂錄影帶－〈Kiss Tomorrow Goodbye〉                                    | 提名 |
| 2013年 | CMT音樂獎      | 年度最佳男歌手音樂錄影帶－〈Kiss Tomorrow Goodbye〉                              | 提名 |
| 2013年 | CMT音樂獎      | 年度最佳合作音樂錄影帶－〈The Only Way I Know〉(with Jason Aldean & Eric Church) | 獲獎 |
| 2013年 | CMT音樂獎      | CMT年度最佳演出音樂錄影帶－〈Drunk on You〉／〈Feel Again〉(with Ryan Tedder)    | 提名 |
| 2013年 | 全美音樂獎     | 最受歡迎鄉村男歌手                                                               | 獲獎 |
| 2013年 | 全美音樂獎     | 最受歡迎鄉村專輯－《Crash My Party》                                             | 提名 |
| 2014年 | 鄉村音樂學院獎 | 年度最佳娛樂人物                                                                 | 提名 |
| 2014年 | 鄉村音樂學院獎 | 年度最佳男歌手                                                                   | 提名 |
| 2014年 | 鄉村音樂學院獎 | 年度最佳專輯－《Crash My Party》                                                 | 提名 |
| 2014年 | 告示牌音樂獎   | 最佳告示牌二百強榜專輯－《Crash My Party》                                       | 提名 |
| 2014年 | 告示牌音樂獎   | 最佳男歌手                                                                       | 提名 |
| 2014年 | 告示牌音樂獎   | 最佳告示牌二百強榜藝人                                                           | 提名 |
| 2014年 | 告示牌音樂獎   | 最佳鄉村榜歌手                                                                   | 獲獎 |
| 2014年 | 告示牌音樂獎   | 最佳鄉村榜專輯－《Crash My Party》                                               | 獲獎 |
| 2014年 | 告示牌音樂獎   | 最佳鄉村榜歌曲－〈Crash My Party〉                                               | 提名 |
| 2014年 | 告示牌音樂獎   | 最佳鄉村榜歌曲－〈That's My Kind of Night〉                                      | 提名 |

## 外部連結
- 官方网站

Template:Luke Bryan